# Balzac con hábito de monje dominico
Balzac con hábito de monje dominico es una escultura realizada por Auguste Rodin en memoria del novelista francés Honoré Balzac por encargo de la Sociedad de Escritores franceses. El trabajo fue uno de los retos más grandes del autor debido a que acostumbraba retratar hasta el último detalle de los rasgos del modelo, pero en este caso el escritor ya había muerto. Por ello, Rodin realizó una investigación para poder llevar a cabo su obra, en la que esculpió a un hombre común y corriente alejado de la estética natural con la que acostumbraba trabajar.

## Encargo
En 1891, la Sociedad de hombres de letras comisionó a Auguste Rodin para llevar a cabo la obra en memoria del escritor fallecido en 1850. Debido a su costumbre de retratar fielmente la naturaleza del personaje o modelo en sus obras, el hecho de no contar con la presencia física del escritor lo llevó a realizar una ardua investigación para conocer no solo los rasgos del autor sino también sus costumbres y hábitos llegando a la conclusión según su biógrafo Kenneth Clark de que: "Balzac en su edad adulta era un tipo gordo, achaparrado y de aspecto poco glorioso".

## Creación
Para llevar a cabo la obra Rodin realizó siete modelos desnudos a los que después cubrió con la famosa bata del escritor logrando representar la grandeza del novelista francés en esta obra y dando nombre a la misma. Muchos estudiosos del arte consideran que esta fue la obra más bella del escultor francés y Rodin mismo la llegó a considerar como "el fruto y resumen de toda mi vida y el pivote de mi estética personal".

## Destino de la obra

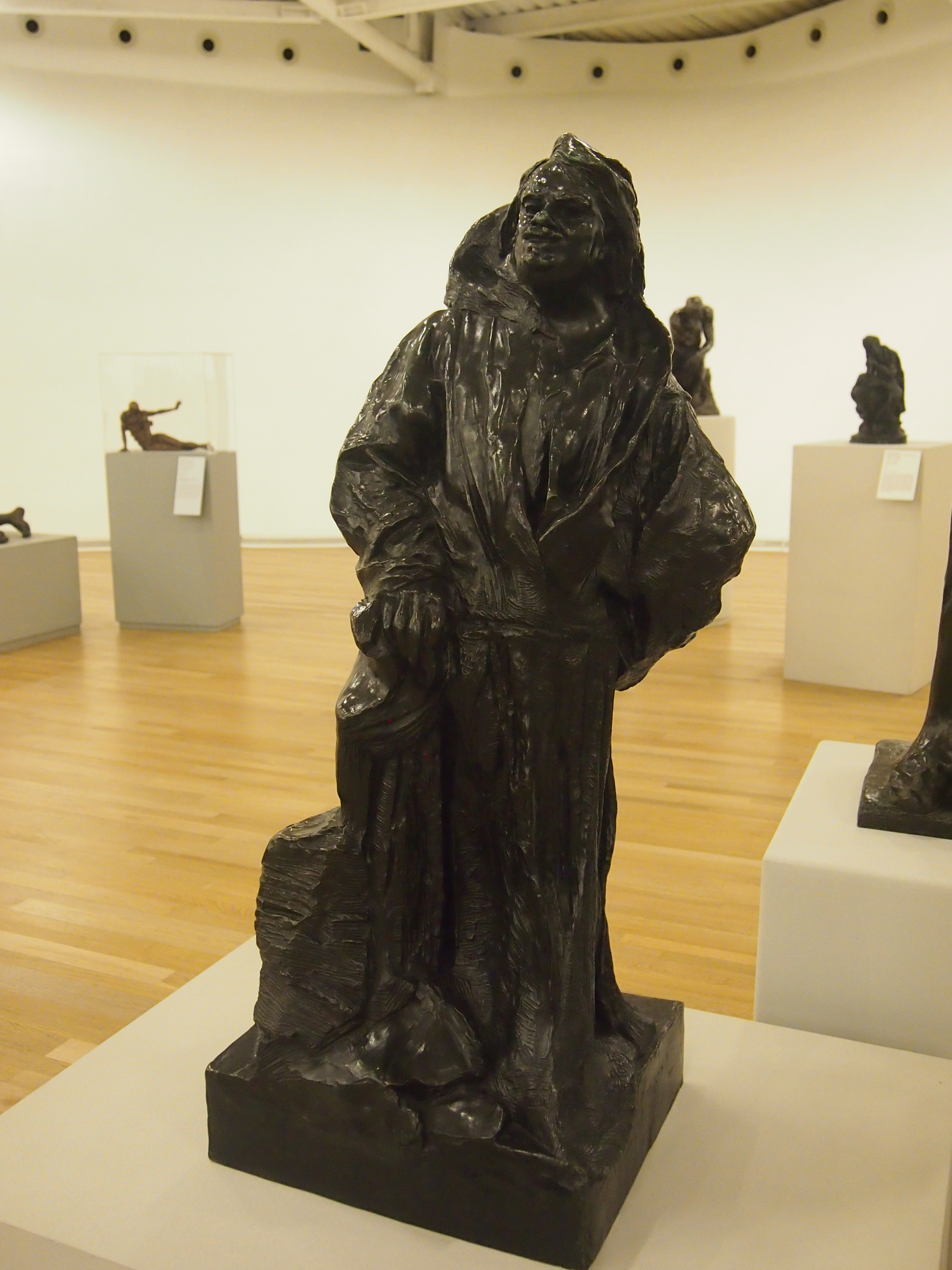
La escultura en exposición

La pieza se proyectó para ser exhibida en el Palais-Royal pero fue rechazada por lo que el autor la instaló en su hogar en Meudon. No fue sino hasta cuarenta y un años más tarde que el Balzac de Rodin fue expuesto en París en el cruce del bulevar Raspail y Montparnasse.